# 托尔斯泰 (南达科他州)
托尔斯泰（英語：Tolstoy），是美国南达科他州下属的一座城市。根据2010年美国人口普查，该市有人口36人。论人口在本州排行第289。